# Les gosses mènent l'enquête
Pour plus de détails, voir Fiche technique et Distribution.
Les gosses mènent l'enquête est un film français réalisé en 1946 par Maurice Labro et sorti en 1947.

## Fiche technique
- Titre : Les gosses mènent l'enquête
- Réalisation : Maurice Labro assisté de Claude Boissol
- Scénario et adaptation : Maurice Labro et Yvan Noé d'après le roman Caïman de Francis Didelot[1]
- Dialogues : Yvan Noé
- Photographie : Pierre Petit
- Cadreur : Jean Lehérissey
- Montage : Robert Isnardon
- Musique : Yves Baudrier, Claude Arrieu
- Décors : Eugène Piérac
- Son : Roger Cosson
- Photographe de plateau : Léo Mirkine
- Directeur de production : Yvan Noé
- Société de production : France Production
- Pays de production :   France
- Langue de tournage : Français
- Format : Noir et blanc — 35 mm — 1,37:1 — Son : Mono
- Genre : Film policier
- Durée : 85 minutes (1 h 25)
- Date de sortie :
  - France : 25 juin 1947
- Affiche : Boris Grinsson (France)

## Distribution
- François Patrice : Dominique Lekain
- Constant Rémy : Deberny
- Lise Topart : Mariette
- René Génin : Belleu
- Lucas Gridoux : Le commissaire
- René Blancard : Morgain
- Pierre Labry : Fiellat
- Léonce Corne : un professeur
- Claire Gérard : Madame Lieusaint
- José Artur : Luxeuil
- Henry Valbel : Monsieur Crauqual
- Luce Fabiole : la marraine
- Jacques Sommet : le pion
- Robert Moor : un professeur
- Dany Bill : Maledieu
- Georges Hubert : Lieusaint
- Charles Vissières : Samson
- Jean-François Martial : Un habitué du cercle (non crédité)
- Max Dalban  : le docteur
- Christian Modeste : un élève